# 绥中站
绥中站位于中华人民共和国辽宁省葫芦岛市绥中县绥中镇，是一个沈山铁路上的铁路车站，建于1897年，目前为三等站，由中国铁路沈阳局集团锦州车务段管辖，目前客运：办理旅客乘降；行李、包裹托运；货运：办理整车、零担货物发到；办理整车、零担货物承运前保管。

## 车站结构
车站候车室与售票室连通，进站需从售票室进站。

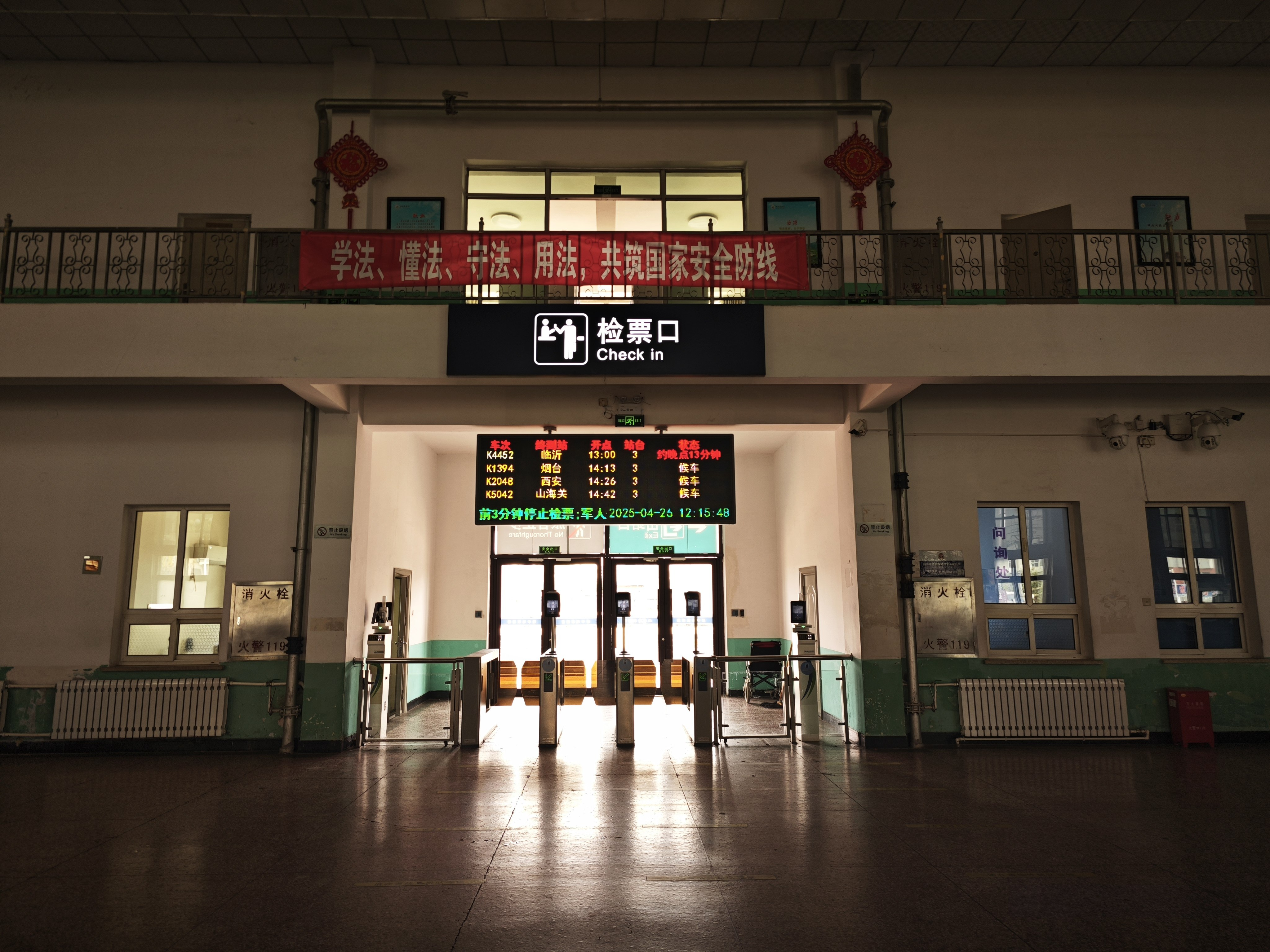
绥中站检票口

售票室位于站房东侧，出站口与行包房位于站房西侧。